# Дукаев, Бекхан Лечиевич
Бекха́н Лечи́евич Дука́ев (род. 19 августа 1989) — российский борец вольного стиля, призёр чемпионатов России, мастер спорта России.

## Спортивные результаты
- Чемпионат России по вольной борьбе 2012 года — 5 место;
- Чемпионат России по вольной борьбе 2015 года — ;
- Чемпионат России по вольной борьбе 2016 года — ;